# برندون بتسون
برندون بتسون (انگلیسی: Brendon Batson؛ زادهٔ ۶ فوریهٔ ۱۹۵۳) بازیکن فوتبال اهل بریتانیا است.
از باشگاه‌هایی که در آن بازی کرده‌است می‌توان به باشگاه فوتبال آرسنال، باشگاه فوتبال وست برومویچ آلبیون، و باشگاه فوتبال کمبریج یونایتد اشاره کرد.
زندگی حرفه‌ای او در سال ۱۹۸۲ خیلی زود بر اثر جراحت جدی زانو پایان یافت.